# Laura Tenoudji
Laura Tenoudji, dite « Laura du web », née le 17 février 1976 à Paris, est une journaliste française.
Depuis 2000, elle tient une chronique consacrée au web dans l'émission Télématin sur France 2.

## Biographie

### Famille
Laura Tenoudji est née le 17 février 1976. Son père, Sidney Tenoudji, originaire de Tanger (Maroc), est éditeur d'art contemporain. Sa mère, Florence Walhain, est artiste peintre. Son grand-père paternel, Edmond Ténoudji (1902-1986), né en Algérie  est producteur de cinéma.
Elle est mère d'un garçon né en août 2009,, d'une relation avec Michael Tapiro, directeur d'une école dans le marketing sportif et frère de Frank Tapiro.
Le 12 novembre 2016, elle épouse l'ancien ministre Christian Estrosi, alors premier adjoint au maire de Nice et président du conseil régional de Provence-Alpes-Côte d'Azur,. En 2017, elle annonce aux équipes de Télématin qu'elle est enceinte. Le 5 août 2017, elle donne naissance à une fille prénommée Bianca,.
Le 25 février 2020, elle assiste au mariage du père de son fils, Michael Tapiro, célébré par son mari, Christian Estrosi.

### Formation
Laura Tenoudji est élève au lycée Pasteur de Neuilly où elle obtient le bac B, et étudie au cours Florent entre 1990 et 1992. Elle poursuit des études supérieures à l'université Paris-Nanterre où elle obtient une maîtrise d'histoire en 1999[source insuffisante].

### Carrière professionnelle
Elle reprend en direct les interventions des internautes dans l'émission télévisée Télématin sur France 2[évasif].
Elle a également participé aux Enfants de la fête auprès de Daniela Lumbroso et contribua régulièrement à l'émission C'est au programme avec Sophie Davant
Depuis décembre 2011, chaque premier week-end de décembre, elle est responsable du web[C'est-à-dire ?] tout au long des 30 heures de direct du Téléthon sur France 2 et France 3.
De septembre à novembre 2023, elle présente Bleu Blanc Bouge sur France 2 et France 5, un programme court qui traite des innovations françaises. La même année, elle présente Eurovision Junior 2023 : la cérémonie d'ouverture sur France 4[réf. nécessaire].
La justice ouvre une enquête à son encontre en 2024 pour des soupçons de « prise illégale d’intérêts » dans le cadre de ses activités auprès de son époux, le maire de Nice Christian Estrosi. Ce dernier porte plainte en retour pour « dénonciation calomnieuse ». Pour éviter les interférences politiques, les dossiers sont transférés à Marseille.